# Амур (горный хребет)
Хребет Амур — горный массив в Алжире.

## География
Этот массив расположен в центральной части Сахарского Атласа между хребтом Ксур с запада и хребтом Оулед Наил на востоке.
Город Афлу один из самых высокогорных муниципалитетов в Алжире, а также один из самых холодных, он находится на высоте 1426 м. Около 35 000 человек проживают в районе массива Амур.

## Вершины
| Вершины         | Высота в метрах |
| --------------- | --------------- |
| Джебель Ксел    | 2008            |
| Гюрн Ариф       | 1721            |
| Сииди Эакба     | 1707            |
| Куру            | 1706            |
| Оум Эль Кудур   | 1686            |
| Кэф Сиди Боузет | 1503            |